# Луїс Суарес (футболіст, 1997)
Луїс Хав'єр Суарес Чарріс (ісп. Luis Javier Suárez Charris, нар. 2 грудня 1997, Санта-Марта) — колумбійський футболіст, нападник іспанського клубу «Альмерія».
Виступав, зокрема, за клуби «Реал Сарагоса», «Гранада» та «Марсель», а також національну збірну Колумбії.

## Клубна кар'єра
Народився 2 грудня 1997 року в місті Санта-Марта. Вихованець футбольної школи клубу «Ітагуї Леонес».
У дорослому футболі дебютував 2016 року виступами за команду «Гранада Б», в якій провів один сезон, взявши участь у 35 матчах чемпіонату. 
Згодом з 2017 по 2019 рік грав у складі команд «Реал Вальядолід Б» та «Хімнастік».
Своєю грою за останню команду привернув увагу представників тренерського штабу клубу «Реал Сарагоса», до складу якого приєднався 2019 року. Відіграв за клуб з Сарагоси наступний сезон своєї ігрової кар'єри. Більшість часу, проведеного у складі сарагоського «Реала», був основним гравцем атакувальної ланки команди. У складі сарагоського «Реала» був одним з головних бомбардирів команди, маючи середню результативність на рівні 0,5 гола за гру першості.
У 2020 році уклав контракт з клубом «Гранада», у складі якого провів наступні два роки своєї кар'єри гравця.  Граючи у складі «Гранади» також здебільшого виходив на поле в основному складі команди.
З 2022 року один сезон захищав кольори клубу «Марсель». У новому клубі був серед найкращих голеодорів, відзначаючись забитим голом в середньому щонайменше у кожній третій грі чемпіонату.
До складу клубу «Альмерія» приєднався 2023 року. Станом на 7 грудня 2022 року відіграв за клуб з Альмерії 18 матчів в національному чемпіонаті.

## Виступи за збірну
У 2020 році дебютував в офіційних матчах у складі національної збірної Колумбії.
| Дата       | Місто         | Господарі         | Результат | Гості    | Турнір            | Голи | Примітки |
| ---------- | ------------- | ----------------- | --------- | -------- | ----------------- | ---- | -------- |
| 17-11-2020 | Кіто          | Еквадор           | 6 – 1     | Колумбія | Відбір до ЧС 2022 | -    | 86'      |
| 2-2-2022   | Буенос-Айрес  | Аргентина         | 1 – 0     | Колумбія | Відбір до ЧС 2022 | -    | 57' 77'  |
| 29-3-2022  | Сьюдад-Гуаяна | Венесуела         | 0 – 1     | Колумбія | Відбір до ЧС 2022 | -    | 64'      |
| 5-6-2022   | Мурсія        | Саудівська Аравія | 0 – 1     | Колумбія | товариський матч  | -    | 46'      |
| Усього     |               | Матчів            | 4         |          | Голів             | 0    |          |

## Досягнення

### Особисті
- Найкращий бомбардир Сегунди Дивізіон (Іспанія) (1): 2024-25